# Günther Gereke

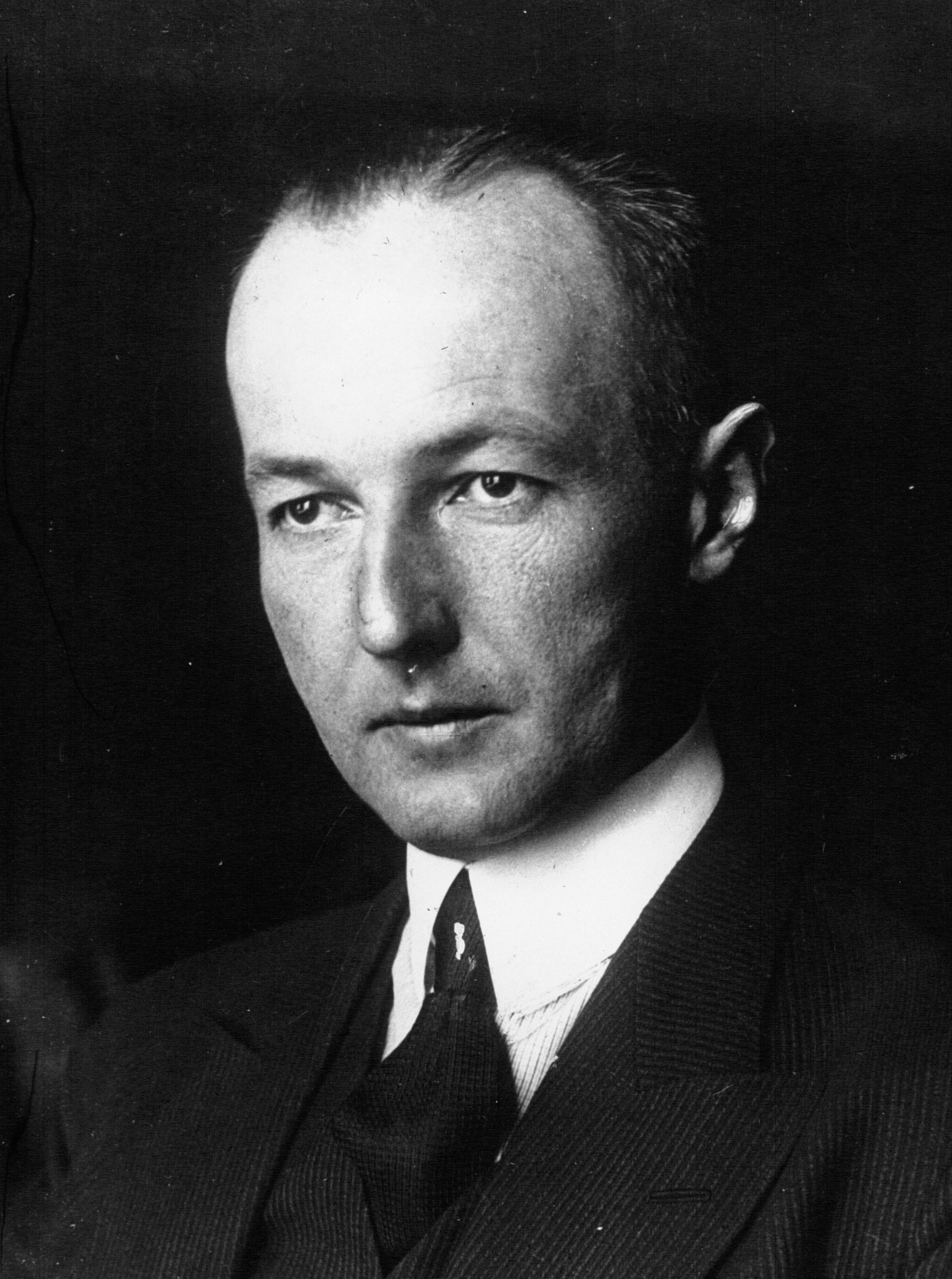
Günther Gereke (1932)

Günther Gereke (* 6. Oktober 1893 in Gruna; † 1. Mai 1970 in Neuenhagen bei Berlin) war ein deutscher Jurist und Politiker (DNVP, CNBL, CDU, GB/BHE, DSP, Ost-CDU).

## Leben

### Weimarer Republik
Gereke wurde im Rittergut Gruna geboren. Er studierte nach dem Abitur ab 1912 Rechts- und Staatswissenschaften sowie Nationalökonomie an den Universitäten Leipzig, München, Würzburg und Halle-Wittenberg. Bei Ausbruch des Ersten Weltkriegs meldete er sich freiwillig und wurde im Krieg mehrfach schwer verwundet. Die Erste juristische Staatsprüfung legte er 1915 vor dem Oberlandesgericht Naumburg ab. Nachdem er 1916 in Würzburg sowohl zum Doktor der Rechte als auch zum Dr. rer. pol. promoviert worden war, absolvierte er 1918 in Berlin die Große juristische Staatsprüfung. Anschließend schlug er eine Verwaltungslaufbahn ein.

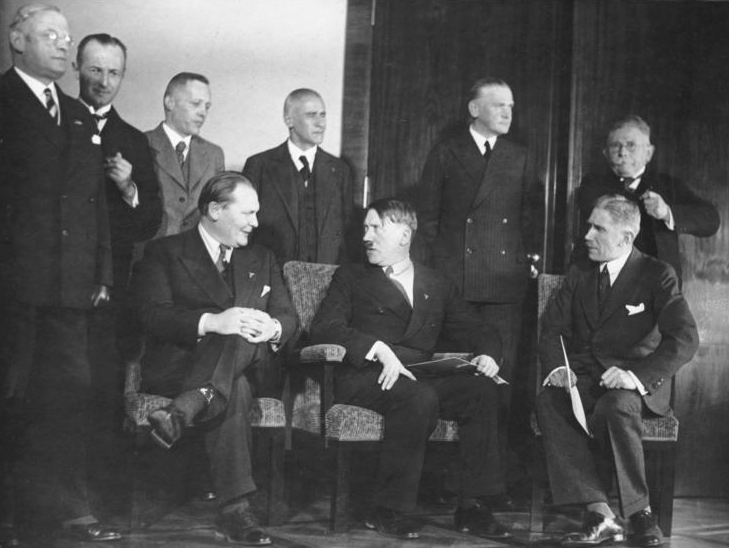
Gereke im Kabinett Hitler; am 30. Januar 1933 in der Reichskanzlei. 1. Reihe sitzend, von links: Hermann Göring, Adolf Hitler, Franz von Papen; 2. Reihe stehend: Franz Seldte, Günther Gereke, Lutz Graf Schwerin von Krosigk, Wilhelm Frick, Werner von Blomberg, Alfred Hugenberg

Ab 1919 war Gereke Landrat des Kreises Torgau; im selben Jahr wurde er Abgeordneter für die DNVP im Provinziallandtag der Provinz Sachsen. 1921 war er „wegen seiner nationalen völkischen Gesinnung“ an die Regierung Hannover, wo er bis 1923 als Regierungsrat tätig war, gewechselt. Er schied aus dem Dienst, um das Familiengut in Pressel-Winkelmühle in der Dübener Heide zu bewirtschaften. Er gründete den preußischen Landgemeindeverbund, der später zum gesamtdeutschen Landgemeindeverbund mit seinem Vorsitz (bis 1933) wurde. Der Landgemeindeverbund war seinerzeit ein Gegengewicht gegen den Deutschen Städtetag unter dessen Vorsitzenden Konrad Adenauer. Des Weiteren wurde er zum Vorsitzenden des Kreislandbundes und zum Bezirksvorsitzenden der östlichen Landbünde der Provinz Sachsen gewählt und folgte einem Ruf an die Landwirtschaftliche Hochschule Berlin, wo er über Staats-, Verwaltungs- und Genossenschaftsrecht las. Nebenbei betätigte er sich im Stahlhelm-Bund sowie im Wehrwolf, für den er zum Gauvorsitzenden im Elbe-Elster-Gau gewählt wurde.
Von Mai 1924 bis 1928 war er Mitglied des Reichstages für die DNVP, die er 1929 verließ. Anschließend war er an der Gründung der Christlich-Nationalen Bauern- und Landvolkpartei (CNBL) beteiligt, zu deren stellvertretendem Vorsitzenden im Reich er gewählt wurde. Zudem wurde er Präsident des Deutschen Landgemeindetags und zum Bevollmächtigten zum Reichsrat für die Provinz Sachsen sowie stellvertretendes Mitglied des Preußischen Staatsrates und Mitglied des Vorläufigen Reichswirtschaftsrates.
Als stellvertretender Vorsitzender vertrat er die CNBL von 1930 bis 1932 im Reichstag. 1932 war er Vorsitzender des überparteilichen Ausschusses zur Unterstützung der Wahl Hindenburgs zum Reichspräsidenten. Darüber hinaus war er Mitglied des Provinziallandtages der preußischen Provinz Sachsen. Unter Reichskanzler Heinrich Brüning war er Staatskommissar für öffentliche Arbeiten. Dabei war er federführend an den Plänen für Arbeitsbeschaffungsprogramme beteiligt, die in der NS-Zeit aufgegriffen wurden. Im Kabinett von Schleicher wurde Gereke Reichskommissar für Arbeitsbeschaffung und Ostsiedlungskommissar und behielt dieses Amt auch bis Anfang 1933 über den Regierungswechsel hinaus. Er gehörte somit, wenn auch nur für wenige Wochen, dem ersten Kabinett Hitler an.

### Zeit des Nationalsozialismus
Gereke wurde am 23. März 1933 von der Gestapo wegen einer angeblich 1932 begangenen Unterschlagung im Amt verhaftet und in das Gefängnis am Alexanderplatz in Berlin verbracht. Von dort aus überführte ihn die Gestapo zunächst nach Moabit und schließlich in das Strafgefängnis Tegel. Am 30. März 1933 wurde er seines Amtes als Reichskommissar für Arbeitsbeschaffung enthoben. Ihm wurde vorgeworfen, im Jahre 1932 als Vorsitzender des überparteilichen Ausschusses, der die Wahl von Hindenburg zum Reichspräsidenten vorbereitete, Spendengelder zweckentfremdet verwendet zu haben. In einem Schauprozess wurde Gereke am 16. Juni 1933 durch das Landgericht Berlin wegen fortgesetzter Untreue zu zweieinhalb Jahren Gefängnis verurteilt, sein Verteidiger war Carl Langbehn. Das Reichsgericht hob das Urteil auf und wies es an die Vorinstanz zurück. Schließlich wurde Gereke am 14. Juli 1934 vom Landgericht Berlin unter Anrechnung der Untersuchungshaft zu zwei Jahren und sechs Monaten Gefängnis sowie zu einer Zahlung einer Geldstrafe von 100.000 Reichsmark verurteilt. Das Urteil wurde am 24. Januar 1935 durch das Reichsgericht bestätigt; die Strafe verbüßte er bis zum 24. September 1935.
Am 30. April 1936 wurde Gereke erneut von der Gestapo verhaftet. Mit Beginn des Zweiten Weltkriegs stand er unter verschärfter polizeilicher Überwachung. Nach dem Attentat vom 20. Juli 1944 tauchte er zunächst unter und kam später bis 1945 zum dritten Mal in Haft.

### Nachkriegszeit
Nach dem Ende der nationalsozialistischen Diktatur wurde er 1945 von der sowjetischen Besatzungsmacht zum Präsidialdirektor bei der Provinzialregierung von Sachsen-Anhalt und Leiter der Innenabteilung ernannt. Im Sommer 1946 übersiedelte er in einem britischen Militärfahrzeug in Offiziersuniform nach Celle und fand zunächst Aufnahme bei seinem Weggefährten aus gemeinsamer CNBL-Zeit, dem Celler CDU-Kreisvorsitzenden Wilhelm Brese in Marwede. Dort trat er der CDU bei und wurde später zum Vorsitzenden des CDU-Landesverbandes Hannover gewählt. 1946/47 war er Mitglied des ersten, noch von der Besatzungsmacht ernannten Landtages von Niedersachsen. Am 9. Dezember 1946 wurde er zum niedersächsischen Innenminister und stellvertretenden Ministerpräsidenten von Niedersachsen ernannt. Am 12. Februar 1947 wurde er von diesem Amt beurlaubt und am 11. April 1947 entlassen. Vom 9. Juni 1948 bis zum 21. Juni 1950 amtierte er als niedersächsischer Landwirtschaftsminister.
Schon 1946 hatte Adenauer Bedenken gegen die Wahl Gerekes geäußert, weil dieser 1932 in eine Unterschlagungsaffäre verwickelt gewesen sein sollte, nahm ihn aber bei einer Sitzung der CDU der britischen Zone noch in Schutz. Anfang 1949 kam es dann zu Auseinandersetzungen und zum Zerwürfnis zwischen Adenauer und Gereke, weil dieser öffentlich die Politik der Unionsparteien im Parlamentarischen Rat kritisierte und nach den Bundestagswahlen eine Große Koalition forderte. Gereke lehnte die Westintegration als Hemmnis für eine Wiedervereinigung strikt ab und bezeichnete die Bundesregierung öffentlich als „Spalterregierung“.
Anfang 1950 fuhr Gereke ohne Absprache mit politischen Freunden nach Ost-Berlin und konferierte im „Gesamtdeutschen Arbeitskreis für Land- und Forstwirtschaft“ mit Walter Ulbricht über die Lieferung von Konserven. Daraufhin wurde er auf Intervention Adenauers im Juni 1950 zum Rücktritt veranlasst, indem man ihn seitens der CDU aus der Reihe der Minister in der Koalition zurückzog. Er blieb zunächst fraktionslos, schloss sich am 5. Oktober 1950 als Abgeordneter dem BHE an, verließ die Partei jedoch wieder, um einem Ausschluss zuvorzukommen. Im November 1950 gründete er die Deutsche Soziale Partei (DSP) und wurde inoffizieller Mitarbeiter des Ministeriums für Staatssicherheit der DDR. Bei der niedersächsischen Landtagswahl 1951 errang die DSP 0,8 % und einen Sitz, den er bis zum 26. Februar 1952 als Mitglied der Fraktion der Unabhängigen (FdU) innehatte.
Im verdeckten Auftrag des Bundesministeriums für gesamtdeutsche Fragen startete im Mai 1951 der Volksbund für Frieden und Freiheit unter seinem Vorsitzenden  Jürgen Hahn-Butry eine Kampagne gegen Gereke mit Plakaten und Flugblättern: „Wer Gereke wählt, wählt Moskau“ oder „Ostagent Gereke“. In einem Flugblatt vom Februar/März 1951 behauptete der Volksbund, Gereke habe sich „dem Oberbolschewisten Ulbricht zur Bolschewisierung der Bundesrepublik zur Verfügung“ gestellt. Das Flugblatt endet mit dem Aufruf: „Hütet Euch vor Günther Gereke! Fallt nicht auf seinen Schwindel herein. Sorgt dafür, dass diesem gefährlichen Agenten Moskaus das Handwerk gelegt wird!“ Gereke wehrte sich mit einer Klage gegen Jürgen Hahn-Butry; Hahn-Butry wurde am 5. April 1952 vom Landgericht Hannover zu drei Monaten Gefängnis verurteilt, ging aber in Revision. Das Bundeskabinett unter Vorsitz von Bundeskanzler Adenauer interessierte sich für die weitere Entwicklung und ließ sich berichten, so auf der Sitzung am 22. April 1952. Die Hahn-Butry entstandenen Prozesskosten wurden aus dem Geheimetat des Bundeskanzlers, dem sogenannten „Reptilienfonds“, erstattet. Am 2. August 1954 wurde das Verfahren gegen Hahn-Butry ohne abschließendes Urteil eingestellt.
Am 26. Juli 1952 siedelte Gereke in die DDR über. Er begründete seinen Übertritt mit unüberbrückbaren Differenzen zur Bonner Politik und einer Kampagne des Volksbunds für Frieden und Freiheit, namentlich durch Jürgen Hahn-Butry und Eberhard Taubert, die nicht vor seiner physischen Vernichtung zurückschrecken würden, so Gereke auf einer Pressekonferenz des DDR-Informationsamtes in Ost-Berlin. In der DDR wurde er propagandistisch gegen die Bundesrepublik und seinen Kontrahenten Adenauer tätig. Er wurde Mitglied der Blockpartei CDU und saß für diese im Präsidium des Nationalrates der Nationalen Front der DDR. Er war Vorsitzender des Bezirksausschusses der Nationalen Front im Bezirk Frankfurt (Oder). Außerdem widmete er sich von 1953 bis 1969 als Präsident der Zentralstelle für Zucht und Leistungsprüfungen der Vollblut- und Traberpferde in der DDR der Pferdezucht. In dieser Funktion war Gereke ab 1955 auch Vizepräsident des Internationalen Meetings für Vollblutzucht.

## Schriften
- Ich war königlich-preußischer Landrat. Union Verlag, Berlin 1970, DNB 456727620.